# Mallegowdanahalli, Nagamangala
Mallegowdanahalli là một làng thuộc tehsil Nagamangala, huyện Mandya, bang Karnataka, Ấn Độ.